# Igreja de Santo André dos Escoceses
Sant'Andrea degli Scozzesi ou Igreja de Santo André dos Escoceses é uma antiga igreja de Roma, Itália, localizada perto da Piazza Barberini, na Via delle Quattro Fontane. Foi desconsagrada em 1962.

## História
A igreja foi construída por ordem do papa Clemente VIII em 1592 com o título de S.Andrea e S.Margherita Regina e seu objetivo era receber a comunidade peregrina escocesa em Roma, especialmente os que buscavam o sacerdócio. Já o albergue vizinho era um abrigo para os escoceses católicos que fugiam de seu país por conta de perseguições. Em 1615, o papa Paulo V deu o albergue e o vizinho The Scots College aos jesuítas. Foi reconstruído em 1645. A comunidade tornou-se ainda mais importante quando James Francis Edward Stuart, o Velho Pretendente, se fixou em Roma em 1717. O complexo ficou abandonado durante a ocupação francesa de Roma em meados do século XVIII. Em 1820, as atividades religiosas reiniciaram, mas não mais pelas mãos dos jesuítas. A igreja foi reconstruída em 1869 por Luigi Poletti. 
A igreja foi desconsagrada em 1962 e incorporada a um banco (Cassa di Risparmio delle Province Lombarde). O Seminário Escocês e o "Pontificio Collegio Scozzese" (The Scots College) também se mudaram para um novo local na Via Cassia. A Festa de Santo André é celebrada ali em 30 de novembro.

## Arte
Uma fachada barroca simples, de dois andares, é decorada apenas por uma cruz e dois peixes de Santo André, o padroeiro da Escócia. O antigo Seminário Escocês ainda está decorado com o brasão e o motto da Escócia.
O interior permaneceu intacto depois desconsagração. Além da nave, a igreja tem dois corredores, capelas laterais e abóbadas de berço no teto que, no centro, abriga um afresco do século XVI, "Santo André me Glória".
O altar-mor foi feito no século XVII. A peça-de-altar, do século XVIII, é do pintor escocês Gavin Hamilton e representa o "Martírio de Santo André". Está ali ainda "Maria Entronada com Santos Columba e Niniano", de Alexander Maximilian Seitz. 
De ambos lados do santuário estão grades com dobradiças nas aberturas das tribunas nas quais os membros exilados da família real se sentavam quando assistiam a missa.